# Liste der denkmalgeschützten Objekte in Nové Sedlo
Grundlage dieser Liste der denkmalgeschützten Objekte in Nové Sedlo ist die ÚSKP-Liste (Ústřední seznam kulturních památek České republiky, deutsch Zentrale Liste der Kulturdenkmäler der Tschechischen Republik), die von der tschechischen Denkmalschutzbehörde NPÚ (Národní památkový ústav, deutsch Nationale Denkmalbehörde) seit 1987 geführt wird und an die seit dem Jahr 1850 geschaffenen Listen anschließt.

## Nové Sedlo(Neusattel)
| Lage                                            | Objekt                                             | Beschreibung | ÚSKP-Nr.                  | Bild           |
| ----------------------------------------------- | -------------------------------------------------- | --- | ------------------------- | -------------- |
| Nové Sedlo, im südöstlichen Ortsteil (Standort) | Dreifaltigkeitssäule (Sousoší Nejsvětější Trojice) | Dreifaltigkeitssäule, aus Sandstein, im Auftrag von Maria Clara Freiin von Kulhanek, verw. von Podpusch, Werk von Johann Wenzel Grauer (um 1745) | 43647/5-1289 Info Katalog | weitere Bilder |
| Nové Sedlo, Farní 36 (Standort)                 | Pfarrhaus                                          | Pfarrhaus | 43184/5-1290 Info Katalog | Pfarrhaus      |
| Nové Sedlo (Standort)                           | Wenzelskirche Nové Sedlo (Kostel svatého Václava)  | Kirche der Heiligen Dreifaltigkeit und des Hl. Wenzel in Neusattel, erbaut 1735–1737, Ausmalung 1872 erneuert durch Josef Schirmer (1821–1900), akademischer Maler in Saaz. | 42486/5-1287 Info Katalog | weitere Bilder |
| Nové Sedlo, Hlavní 74 (Standort)                | Schloss Nové Sedlo                                 | Schloss Neusattel und Park, errichtet in den Jahren 1898–1901 von Wilhelm Fuchs (1850–1922), Architekt aus Saaz, im Auftrag des damaligen Besitzers, des Hopfenbauers JUDr. Hans Damm (1860–1917) aus Saaz, als zweistöckiges Neorenaissance-Gebäude mit Eingangsfassade, zwei Türmen und Arkaden an der Stelle einer ehemaligen Feste erbaut. | 42707/5-1288 Info Katalog | weitere Bilder |

## Břežany (Pressern)
| Lage                                      | Objekt                                                          | Beschreibung                             | ÚSKP-Nr.                  | Bild           |
| ----------------------------------------- | --------------------------------------------------------------- | ---------------------------------------- | ------------------------- | -------------- |
| Břežany (Standort)                        | Säule mit Marienstatue                                          | Säule mit Marienstatue                   | 42547/5-1070 Info Katalog | weitere Bilder |
| Břežany, nördlich vom Friedhof (Standort) | Feste Břežany                                                   | Feste Pressern, archäologische Spuren    | 42585/5-1073 Info Katalog | Feste Břežany  |
| Břežany (Standort)                        | Kirche Simon und Juda in Břežany (Kostel svatého Šimona a Judy) | Kirche Simon und Juda in Pressern (1750) | 43534/5-1069 Info Katalog | weitere Bilder |

## Číňov (Schinau)
| Lage                           | Objekt               | Beschreibung                | ÚSKP-Nr.                  | Bild                 |
| ------------------------------ | -------------------- | --------------------------- | ------------------------- | -------------------- |
| Číňov, am Dorfplatz (Standort) | Dreifaltigkeitssäule | Dreifaltigkeitssäule (1711) | 43325/5-1071 Info Katalog | Dreifaltigkeitssäule |

## Chudeřín (Kutterschin)
| Lage                | Objekt                                                      | Beschreibung                                                       | ÚSKP-Nr.                  | Bild           |
| ------------------- | ----------------------------------------------------------- | ------------------------------------------------------------------ | ------------------------- | -------------- |
| Chudeřín (Standort) | Kapelle der Jungfrau Maria und des hl. Johannes von Nepomuk | Kapelle der Jungfrau Maria und des hl. Johannes von Nepomuk (1710) | 42302/5-1291 Info Katalog | weitere Bilder |

## Sedčice (Sedschitz)
| Lage                                      | Objekt                                 | Beschreibung                        | ÚSKP-Nr.                  | Bild                                   |
| ----------------------------------------- | -------------------------------------- | ----------------------------------- | ------------------------- | -------------------------------------- |
| Sedčice, in Richtung Žabokliky (Standort) | Nepomukstatue                          | Statue des hl. Johannes von Nepomuk | 43366/5-1394 Info Katalog | Nepomukstatue                          |
| Sedčice (Standort)                        | Speicher mit Feste (Sýpka s tvrzištěm) | Speicher mit Feste                  | 42843/5-1393 Info Katalog | Speicher mit Feste (Sýpka s tvrzištěm) |

## Žabokliky (Schaboglück)
| Lage                   | Objekt                                                    | Beschreibung                      | ÚSKP-Nr.                  | Bild           |
| ---------------------- | --------------------------------------------------------- | --------------------------------- | ------------------------- | -------------- |
| Žabokliky (Standort)   | Bartholomäuskirche Žabokliky (Kostel svatého Bartoloměje) | Bartholomäuskirche in Schaboglück | 10001/5-1395 Info Katalog | weitere Bilder |
| Žabokliky 1 (Standort) | Pfarrhaus                                                 | Pfarrhaus                         | 10002/5-1396 Info Katalog | weitere Bilder |
| Žabokliky 2 (Standort) | Bauernhaus                                                | Bauernhaus                        | 42931/5-1397 Info Katalog | Bauernhaus     |